# Joe Farnsworth

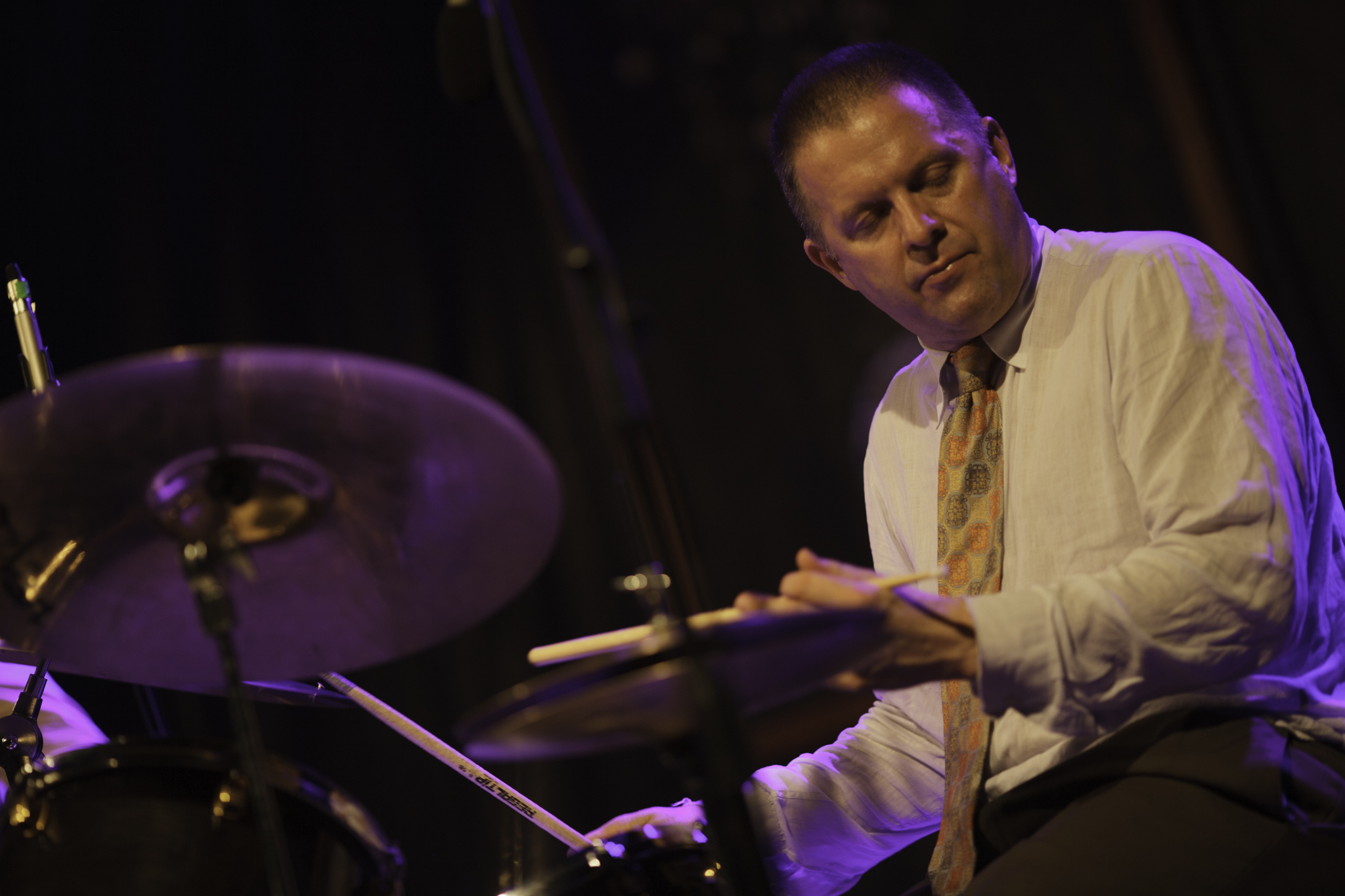
Joe Farnsworth beim Internationalen Jazz-Festival von Punta del Este, 2013

Joseph Allen „Joe“ Farnsworth (* 21. Februar 1968 in Holyoke, Massachusetts)  ist ein US-amerikanischer Jazz-Schlagzeuger und Bandleader des Hardbop.
Joe Farnsworths Vater ist der Trompeter und Bandleader Roger Farnsworth; einer seiner Brüder spielte Saxophon in Ray Charles’ Band. Er studierte am William Paterson College, hatte Unterricht bei Harold Mabern und Art Taylor; 1990 erwarb er den Bachelor of Music. In den folgenden Jahren spielte er bei Junior Cook (1991), Jon Hendricks (1991), Jon Faddis (1992), George Coleman, Cecil Payne (1993), Annie Ross und Benny Green (1995). Im selben Jahr war er Mitglied der Formation One for All mit David Hazeltine und Jim Rotondi; außerdem arbeitete er mit Benny Golson, Steve Davis, Steve Grossman, Eric Alexander und Diana Krall (1999). 

Mit Eric Alexander, Steve Davis, Eddie Henderson, Cedar Walton und Nat Reeves nahm Farnsworth 1999 sein Debütalbum Beautiful Friendship für das Label Criss Cross auf; 2004 folgte das Album It's Prime Time (auf 441 Records), an dem Gastmusiker wie Curtis Fuller, Ron Carter, Harold Mabern und Benny Golson mitwirkten. 2003 wirkte er bei Pharoah Sanders’ Neuaufnahme von The Creator Has a Master Plan mit; außerdem arbeitete er mit Brian Lynch, Bill Charlap sowie Mike LeDonne zusammen. 2004 spielte er in der Band von Jerry Dodgion, 2005 bei Anthony Wonsey. 2020 legte Farnsworth  das Album Time to Swing (Smoke Sessions) vor. Während des Lockdowns infolge der COVID-19-Pandemie wirkte er bei Peter Bernsteins Album What Comes Next (Smoke Sessions, 2020) mit. Auch arbeitete er mit Patty Lomuscio (Star Crossed Lovers, 2022) und Emmet Cohen (Vibe Provider, 2024).

## Diskographischer Hinweis
- Make Someone Happy - (Hadley Street Records, 2014), mit David Hazeltine, Jim Rotondi, Curtis Fuller, Eric Alexander, Nat Reeves, Steve Nelson, Ray Mantilla
- In What Direction Are You Headed? (Smoke Sessions, 2023), mit Immanuel Wilkins, Kurt Rosenwinkel, Julius Rodriguez